# Société de comptabilité de France
La Société de comptabilité de France a été créée en 1881. Elle a occupé jusqu'à la création de l'Ordre des experts-comptables la fonction de fédération et de représentation des professions de la comptabilité. Elle regroupait à la fois les comptables salariés et libéraux.
Elle a permis la segmentation de la discipline comptable en trois niveaux de compétence :
- tenue de livre ;
- comptable ;
- expert-comptable.